# Juan Bautista Aguirre (Guayas)
Juan Bautista Aguirre ist eine Ortschaft und eine Parroquia rural („ländliches Kirchspiel“) im Kanton Daule in der ecuadorianischen Provinz Guayas. Die Parroquia besitzt eine Fläche von 49,49 km². Die Einwohnerzahl lag im Jahr 2010 bei 5502. Ursprünglich hieß der Ort Los Tintos. Am 26. Januar 1942 wurde die Parroquia Juan Bautista Aguirre gegründet. Namensgeber war Juan Bautista Aguirre (1725–1786), ein Jesuit und Lyriker aus der Region.

## Lage
Der Ort Juan Bautista Aguirre befindet sich knapp 12 km östlich vom Kantonshauptort Daule am rechten Flussufer des Río Los Tintos. Die Parroquia erstreckt sich über das Tiefland im äußersten Osten des Kantons. Die Fernstraße E485 (Daule–El Salitre) führt durch die Parroquia und an deren Hauptort vorbei.
Die Parroquia Juan Bautista Aguirre grenzt im Osten an den Kanton Salitre, im Süden an die Parroquia Los Lojas, im Westen an die Parroquia Daule sowie im Nordwesten an die Parroquia El Laurel.